# Chiaramente visibili dallo spazio
Chiaramente visibili dallo spazio è il quindicesimo album in studio del cantautore italiano Biagio Antonacci, pubblicato il 29 novembre 2019 dalla Iris con distribuzione Sony Music.

## Tracce
Testi e musiche di Biagio Antonacci, eccetto dove indicato.
1. L'amore muore – 3:11 (musica: Placido Salamone)
2. Ci siamo capiti male – 3:01
3. Beata te – 3:27
4. Per farti felice – 2:51 (musica: Placido Salamone)
5. Parigi sei tu – 2:35 (musica: Charles Dumont, Michel Vaucaire, Placido Salamone)
6. Ti saprò aspettare – 3:27
7. Averti – 3:48
8. Chiaramente visibili dallo spazio – 3:16 (musica: Andrea Mariano)
9. La vanità – 3:05 (musica: Placido Salamone)
10. Non è così sbagliato dirsi ciao – 3:00
11. Tutto non ti posso raccontare – 3:31
12. Una brava persona – 3:24

## Formazione
- Biagio Antonacci – voce, produzione
- Graziano Antonacci – produzione esecutiva, coordinazione artistica

## Classifiche

### Classifiche settimanali
| Classifica (2019) | Posizione massima |
| ----------------- | ----------------- |
| Italia            | 3                 |

### Classifiche di fine anno
| Classifica (2019) | Posizione |
| ----------------- | --------- |
| Italia            | 83        |